# Predrag Filipović
Pour les articles homonymes, voir Filipović.
Predrag Filipović (né le 12 janvier 1975 à Titograd) est un footballeur monténégrin. Transféré en Belgique, en 1999, il évolue dans différents clubs avant de revenir à l'Eendracht Alost (son premier club belge) en janvier 2009.

## Clubs
- 1996-1997 : Proleter Zrenjanin
- 1997-1999 : Obilic Belgrade
- 1999-2001 : SC Eendracht Aalst  Belgique
- 2001-2002 : KFC Lommelse SK  Belgique
- 2002-2005 : Roda JC  Pays-Bas
- 2005-2007 : K. SC Lokeren O-Vl.  Belgique
- 2007-janvier 2009 : FCV Dender EH  Belgique
- 2009-...:VC Eendracht Aalst 2002  Belgique